# Kangphu Kang
Kangphu Kang I är ett berg i Bhutan på gränsen till Kina. Det ligger i distriktet Punakha, i den nordvästra delen av landet. Toppen på Kangphu Kang I är 7 204 meter över havet.
Den högsta punkten i närheten är Tongshanjiabu, 7 207 meter över havet, väster om Kangphu Kang.
Trakten runt Kangphu Kang är permanent täckt av is och snö.